# Puycornet
Puycornet település Franciaországban, Tarn-et-Garonne megyében. Lakosainak száma 772 fő (2022. január 1.). Puycornet L’Honor-de-Cos, Labarthe, Lafrançaise, Mirabel, Molières, Piquecos és Vazerac községekkel határos.

## Népesség
A település népessége az elmúlt években az alábbi módon változott:
| Lakosok száma | 706  | 726  | 739  | 731  | 733  | 746  | 755  | 757  | 772  |
|               | 2013 | 2015 | 2016 | 2017 | 2018 | 2019 | 2020 | 2021 | 2022 |